# Vasbányai Henrik
Vasbányai Henrik (Budapest, 1991. július 16. –) világ- és Európa-bajnok magyar kenus.

## Sportpályafutása
A 2008-as junior Európa-bajnokságon négyes 500 méteren negyedik, 1000 méteren  ötödik volt. A 2009-es junior vb-n egyes 1000 méteren első, egyes és négyes 500 méteren nyolcadik helyezést szerzett. Az ifjúsági maratoni vb-n egyesben nem ért célba, párosban kizárták. A következő évben az U23-as vb-n négyes 1000 méteren második lett. A 2011-es síkvízi kajak-kenu Európa-bajnokságon kettes 500 méteren (Németh Szabolcs) hetedik helyen végzett. Az U23-as Európa-bajnokságon kettes ezer méteren lett második. A felnőtt vb-n négyes ezerméteren (Sáfrán Mátyás, Sáfrán Mihály, Németh Szabolcs) bronzérmet nyert. A 2012-es Európa-bajnokságon négyes 1000 méteren (Tóth Márton, Mike Róbert, Németh Szabolcs) a dobogó harmadik fokára állhatott. C2 500 méteren (Németh Szabolcs) nyolcadikként végzett. Az U23-as Eb-n kettesben ismét második volt.
A 2013-as gyorsasági kajak-kenu Európa-bajnokságon kettes 1000 méteren (Mike) második, kettes 500 méteren hetedik volt. A világbajnokságon kettes 1000 méteren (Mike) világbajnok, 500 méteren második lett. 2014-ben Európa-bajnokságot nyertek 1000 méteren. A világbajnokságon 500 méteren ötödikek, 1000 méteren másodikok lettek.A 2015-ös gyorsasági kajak-kenu világbajnokság 1000 méteren második helyen értek célba. A 2015. évi Európa-játékok 1000 méteren negyedik helyezést szereztek. 2016-os Európa-bajnokságon 1000 méteren bronzérmet szereztek.
A rioi olimpián kenu egyes 1000 méteren a 12. helyen végzett, de utólag kizárták.
2017 októberétől a Merkapt Mekler SE versenyzője lett.

## Díjai, elismerései
- Az év magyar kenusa (2015)